# كاروثرز (كاليفورنيا)
كاروثرز (بالإنجليزية: Caruthers CDP, California)‏ هي منطقة سكنية تقع بولاية كاليفورنيا في الولايات المتحدة. تبلغ مساحتها 5.238 كم2، وترتفع عن سطح البحر 75 م، بلغ عدد سكانها 2,497 نسمة في عام 2010 حسب إحصاء مكتب تعداد الولايات المتحدة وتصل الكثافة السكانية فيها 476.7 نسمة لكل كيلومتر مربع (1,234.6/ميل2).

## التركيبة السكانية
حدّد مكتب تعداد الولايات المتحدة بيانات التركيبة السكانية لكاروثرز في تعداد الولايات المتحدة. في ما يلي، التركيبة السكانية حسب تعدادي 2000 و2010.

### تعداد عام 2000
بلغ عدد سكان كاروثرز 2,103 نسمة بحسب تعداد عام 2000، وبلغ عدد الأسر 572 أسرة وعدد العائلات 481 عائلة مقيمة في المنطقة السكنية. في حين سجلت الكثافة السكانية 401.5 نسمة لكل كيلومتر مربع (1,039.9/ميل2). وبلغ عدد الوحدات السكنية 602 وحدة بمتوسط كثافة قدره 114.9 لكل كيلومتر مربع (297.6/ميل2).
وتوزع التركيب العرقي للمنطقة السكنية بنسبة 52.40% من البيض و0.57% من الأمريكيين الأفارقة و0.29% من الأمريكيين الأصليين و6.18% من الأمريكيين ذوي الأصول الآسيوية و30.91% من الأعراق الأخرى و9.65% من عرقين مختلطين أو أكثر و53.26% من الهسبانيون أو اللاتينيون من أي عرق.
بلغ عدد الأسر 572 أسرة كانت نسبة 56.3% منها لديها أطفال تحت سن الثامنة عشر تعيش معهم، وبلغت نسبة الأزواج القاطنين مع بعضهم البعض 66.4% من أصل المجموع الكلي للأسر، ونسبة 11.4% من الأسر كان لديها معيلات من الإناث دون وجود شريك، بينما كانت نسبة 6.3% من الأسر لديها معيلون من الذكور دون وجود شريكة وكانت نسبة 15.9% من غير العائلات. تألفت نسبة 14.7% من أصل جميع الأسر من عدة أفراد يعيشون في نفس المنزل ونسبة 9.6% كانت تتألف من شخص يعيش بمفرده يبلغ من العمر 65 عاماً أو أكثر. وبلغ متوسط حجم الأسرة المعيشية 3.66، أما متوسط حجم العائلات فبلغ 4.01.
بلغ العمر الوسطي للسكان 29.0 عاماً. وكانت نسبة 35.9% من القاطنين تحت سن الثامنة عشر، وكانت نسبة 8.7% بين الثامنة عشر والرابعة والعشرين عاماً، ونسبة 28.6% كانت واقعةً في الفئة العمرية ما بين الخامسة والعشرين والرابعة والأربعين عاماً، ونسبة 16.6% كانت ما بين الخامسة والأربعين والرابعة والستين، ونسبة 9.6% كانت ضمن فئة الخامسة والستين عاماً فما فوق. يوجد لكل 100 أنثى 95.6 ذكر، ويوجد لكل 100 أنثى في الثامنة عشر من عمرها فما فوق 94.8 ذكر.
بلغ متوسط دخل الأسرة في المنطقة السكنية 40,109 دولارًا، أما متوسط دخل العائلة فبلغ 45,221 دولارًا. وكان متوسط دخل الذكور 32,535 دولارًا مقابل 25,114 دولارًا للإناث. وسجل دخل الفرد الخاص بالمنطقة السكنية 12,642 دولارًا. وكانت نسبة 11.6% من العائلات ونسبة 17.6% من السكان تحت خط الفقر، وكان من هؤلاء نسبة 25.6% تحت سن الثامنة عشر ونسبة 15.7% في الخامسة والستين من العمر وما فوق.

### تعداد عام 2010
بلغ عدد سكان كاروثرز 2,497 نسمة بحسب تعداد عام 2010، وبلغ عدد الأسر 639 أسرة وعدد العائلات 554 عائلة مقيمة في المنطقة السكنية. في حين سجلت الكثافة السكانية 476.7 نسمة لكل كيلومتر مربع (1,234.6/ميل2). وبلغ عدد الوحدات السكنية 680 وحدة بمتوسط كثافة قدره 129.8 لكل كيلومتر مربع (336.2/ميل2).
وتوزع التركيب العرقي للمنطقة السكنية بنسبة 49.02% من البيض و0.56% من الأمريكيين الأفارقة و1.52% من الأمريكيين الأصليين و8.85% من الأمريكيين ذوي الأصول الآسيوية و36.20% من الأعراق الأخرى و3.84% من عرقين مختلطين أو أكثر و63.72% من الهسبانيون أو اللاتينيون من أي عرق.
بلغ عدد الأسر 639 أسرة كانت نسبة 54% منها لديها أطفال تحت سن الثامنة عشر تعيش معهم، وبلغت نسبة الأزواج القاطنين مع بعضهم البعض 64% من أصل المجموع الكلي للأسر، ونسبة 16.6% من الأسر كان لديها معيلات من الإناث دون وجود شريك، بينما كانت نسبة 6.1% من الأسر لديها معيلون من الذكور دون وجود شريكة وكانت نسبة 13.3% من غير العائلات. تألفت نسبة 11.3% من أصل جميع الأسر من عدة أفراد يعيشون في نفس المنزل ونسبة 5.6% كانت تتألف من شخص يعيش بمفرده يبلغ من العمر 65 عاماً أو أكثر. وبلغ متوسط حجم الأسرة المعيشية 3.89، أما متوسط حجم العائلات فبلغ 4.16.
بلغ العمر الوسطي للسكان 29.7 عاماً. وكانت نسبة 31.8% من القاطنين تحت سن الثامنة عشر، وكانت نسبة 12.1% بين الثامنة عشر والرابعة والعشرين عاماً، ونسبة 25.3% كانت واقعةً في الفئة العمرية ما بين الخامسة والعشرين والرابعة والأربعين عاماً، ونسبة 21.1% كانت ما بين الخامسة والأربعين والرابعة والستين، ونسبة 9.7% كانت ضمن فئة الخامسة والستين عاماً فما فوق. وتوزع التركيب الجنسي للسكان بنسبة 50.3% ذكور و49.7% إناث.